# كيتشي كويكي
كيتشي كويكي (باليابانية: 小池桂一؛ بالكانا: こいけ けいいち) هو مانغاكا ياباني، ولد في 1960 في طوكيو في اليابان.